# Смілянський цукровий завод
Смілянський цукровий завод - підприємство харчової промисловості у місті Сміла Смілянського району Черкаської області України.

## Історія
Два бурякоцукрові заводи на околиці містечка Сміла Черкаського повіту Київської губернії Російської імперії побудував у 1838 році граф О. О. Бобринський. В 1840 тут же був побудований механічний завод, який виготовляв обладнання для цукрових заводів, сільгоспінструменти та інші металовироби. В 1842 році при цукрових заводах відкрилася лікарня.
До 1861 року на заводах працювали кріпаки (у 1846 році тисяча людей була закуплена в Сумському повіті, ще тисячу Бобринський купив у Саратовській губернії), які отримували продуктовий пайок і шість карбованців на місяць (сезонні робітники з місцевих селян отримували по три карбованці на місяць).
Після будівництва через Смілу залізниці обсяги виробництва цукру почали зростати, а географія збуту розширюватися. У 1880-ті роки на заводі впровадили прогресивний для того часу дифузійний спосіб отримання соку цукрових буряків, у 1890-ті роки встановили на заводі електромотори. У 1898 році цукробуряковий завод мав 575 робітників і виробив 197 000 пудів цукрового піску на суму 492 885 рублів. Другий завод був перетворений на рафінадний завод, який виготовляв цукор-рафінад (1898 року він мав 375 робітників і виробив 104 795 пудів рафінаду на суму 287 835 рублів).
Економічна криза, що почалася в 1900 році, ускладнила становище робітничих цукрових заводів і в жовтні 1901 року вони почали великий страйк, який очолив слюсар Ст. Клочко. Бурякоцукровий завод не працював чотири дні, рафінадний — три дні, перш ніж до Сміли прибули війська та виступ придушили. Клочко було засуджено до вічної каторги.
У ході першої російської революції у червні 1905 року першими розпочали страйк робітники рафінадного заводу, а під час загального страйку 14-18 жовтня 1905 року робітники промислових підприємств Сміли висунули вимогу встановити 8-годинний робочий день. Наступний страйк робітників цукрових заводів тривала з 6 до 18 грудня 1905 року і була придушена військами, що прибули.
Після початку першої світової війни у 1914 році у зв'язку з мобілізацією чоловіків призовного віку в діючу армію та скороченням посівів цукрових буряків обсяги виробництва цукру на заводах знизилися, основна частина випущеного цукру продавалася військовому відомству. У жовтні 1915 року робітники рафінадного заводу два дні страйкували, в результаті заводовласники були змушені піти на поступки і підвищити їм зарплату.
У травні 1917 містечко окупували радянські війська, проте вже 1 березня 1918 року Смілу визволили від радянської навали, і встановили владу Української Народної Республіки. Надалі, до 9 січня 1920 року селище залишалося в зоні бойових дій громадянської війни, результатом якої стала радянська окупація. Пізніше заводи відновили.
У березні 1923 Сміла стала районним центром, а в 1926 отримала статус міста районного підпорядкування, що сприяло її розвитку як промислового центру. Для підготовки кваліфікованих робітників ще в лютому 1923 року при рафінадному заводі відкрили курси фабрично-заводського навчання, а в 1925 році в Смілі розпочав роботу технікум цукрової промисловості (надалі отримав назву механіко-технологічний технікум цукрової промисловості ім. 15-річчя ЛКСМУ).
В ході другої світової війни 4 серпня 1941 року місто було окуповане німецькими військами. 29 січня 1944 місто звільнили радянські війська, але гітлерівці, що відступали, повністю зруйнували цукрові заводи. Відповідно до четвертого п'ятирічного плану відновлення та розвитку народного господарства СРСР було прийнято рішення про відновлення одного цукрового заводу і ще до кінця 1949 року Смілянський цукровий завод розпочав роботу. У період з 1950 до 1970 року виробничі процеси на цукроварні були механізовані і його продуктивність збільшилася майже вдвічі. Пізніше на базі заводу було створено Смілянський цукровий комбінат. В цілому, за часів радянської окупації України цукровий комбінат входив до числа провідних підприємств міста.
Після проголошення незалежності України комбінат перейшов у відання Державного комітету харчової промисловості України. Надалі, державне підприємство було перетворено на відкрите акціонерне товариство. Крім цукру, Смілянський цукровий комбінат та Харківський завод харчових кислот виготовляли лимонну кислоту. У 2006 році харківський завод припинив випуск лимонної кислоти, і Смілянський цукровий комбінат залишився єдиним виробником лимонної кислоти на території України.
У 2007 році комбінат виробив 2,2 тис. т. цукру, 423 тонн лимонної кислоти, а також 17,35 тис. т. жому і 1 тис. т. меляси, але почалася в 2008 році економічна криза (що скоротила попит на цукор у підприємств харчової промисловості) та вступ України до СОТ (після якого в країну було дозволено імпорт цукру-сирцю за пільговою митною ставкою) ускладнили становище підприємства.
У липні 2010 року звернення акцій ВАТ «Смілянський цукровий комбінат» було зупинено, надалі підприємство було реорганізовано у товариство з обмеженою відповідальністю «Смілянський цукровий завод». В 2015 завод був закритий і його обладнання почали розбирати на металобрухт. У квітні 2019 року завод був визнаний банкрутом.